# سعيد عبيد
سعيد عبيد آل عبد السلام (مواليد 16 نوفمبر 1991، لاعب كرة قدم عماني من مواليد الإمارات يجيد اللعب في الهجوم مع نادي الإمارات الإماراتي.

## مسيرة اللاعب
لعب في نادي الخابورة ونادي السويق ونادي صحار و بعدها احترف في الإمارات في نادي الحمرية ونادي العروبة ونادي دبا الفجيرة ونادي الإمارات.